# Stephen Smith (polityk)
Stephen Smith (ur. 12 grudnia 1955 w Narrogin) – australijski polityk, członek Australijskiej Partii Pracy (ALP), w latach 2007–10 minister spraw zagranicznych Australii, a następnie od 2010 do 2013 minister obrony. 

## Życiorys

### Młodość
Studiował w Perth i Londynie, jest magistrem prawa. Przed rozpoczęciem kariery politycznej pracował jako prawnik oraz prowadził zajęcia na uczelni. W latach 1983–1987 był osobistym sekretarzem Joe Berinsona, prokuratora generalnego stanu Australia Zachodnia, a następnie sekretarzem stanowym ALP. W 1990 został doradcą ówczesnego skarbnika rządu federalnego, Paula Keatinga i kontynuował pracę dla niego, gdy ten został premierem.

### Kariera polityczna
W 1993 został członkiem Izby Reprezentantów. W latach 1996–2006 zasiadał w kolejnych labourzystowskich gabinetach cieni, zajmując się tam różnymi dziedzinami. Po zwycięstwie ALP w wyborach parlamentarnych w 2007 roku został szefem australijskiej dyplomacji. W 2010, w wyniku zmian w strukturze gabinetu przeprowadzonych przez nową premier Julię Gillard, równolegle objął stanowisko ministra handlu (oba te portfolia są zresztą obsługiwane przez ten sam resort, Departament Spraw Zagranicznych i Handlu, jednak zwykle kieruje nim dwóch członków gabinetu, zaś obecnie Smith czyni to samodzielnie).
Po wyborach w 2010 roku został mianowany ministrem obrony w drugim gabinecie Julii Gillard. Zachował ten urząd również w drugim gabinecie Rudda. 18 września 2013 przeszedł do opozycji wraz z całą swoją partią, co miało związek z klęską ALP w wyborach.